# Casino Battle Royale
Casino Battle Royale и вариант командного матча Casino Tag Team Royale, — варианты матча в профессиональном рестлинге, основанные на соревновательном формате королевской битвы (стенка на стенку, все против всех), со слегка изменёнными правилами подстроенными под рестлинг. Матчи проходят в рестлинг-промоушне All Elite Wrestling.
В матче Casino Battle Royale принимают участие 21 рестлер, а в вариации Casino Tag Team Royale участвуют 15 команд (но не более 30 человек, от группировки принимают участие двое). Победитель Casino Battle Royale получает право на матч за мировое чемпионство, в соответствии с гендерным дивизионом: мужчины за чемпионство мира и женщины за женское чемпионство мира. Победители матча Casino Tag Team Royale получают право на матч за титулы командных чемпионов мира, женского варианта матча не проводится.

## История
Первый мужской матч Casino Battle Royale состоялся на предварительным шоу первого PPV от AEW Double or Nothing (2019) 25 мая 2019 года. Победитель становился одним из двух первых претендентов за новое мировое чемпионство AEW и выходил в матч за титул на All Out (2019) 31 августа 2019 года.
Первым женским матчем Casino Battle Royale был женский поединок состоявшейся на предварительным шоу PPV All Out (2019) 31 августа 2019 года. Как и у мужчин победительницы становилась одной из двух претенденток за новое женское чемпионство мира AEW, которое было разыграно на дебютном выпуске AEW Dynamite 2 октября 2019 года.
Первый матч в командном дивизионе Casino Tag Team Royale впервые прошёл на Revolution (2021) 7 марта 2021 года. Команда победитель становились первыми претендентами на командное чемпионов мира AEW.

## Правила матчей

### Casino Battle Royale
Матч Casino Battle Royale — вариант матча королевская битва со своими правилами промоушна в котором принимает участие 21 участник. Участники разделены на четыре группы (масти) Трефы, Бубны, Черви и Пики, в каждой масти по пять рестлеров. Первая группа рестлеров начинает матч и каждые три минуты в матч вступает очередная масть. Ещё один участник 21 Джокер (неизвестный участник), выходит один и вступает в матч последним. Группа мастей формируется согласно выбранной карты из колоды, а порядок в котором входит каждая группа основан на случайном розыгрыше карт. Победитель получает право на матч за мировое чемпионство, в соответствии с гендерным дивизионом: мужчины за чемпионство мира а женщины за женское чемпионство мира.

### Casino Tag Team Royale
Матч Casino Tag Team Royale так же вариант матча королевская битва в котором участвуют 15 команд (не более 30 рестлеров). Порядок вступления команды в матч выбирается путём жеребьёвки. Две первые команды начинают поединок и каждые 90 секунд в матч вступает следующая команда. Устранение из матча одного участника команды не ведёт к исключению всей команды. Участник должен быть переброшен через верхний канат и коснутся пола обеими ногами. Матч заканчивается, тогда когда последним остается хотя бы один представитель от команды. Победители матча получают право на матч за титулы командных чемпионов мира.

## Даты, места проведения, победители

### Мужские матчи
| № | Победители | Победители | Масть  | Шоу                      | Дата                 | Город                     | Место проведения       | Участников | Ссылки |
| - | ---------- | ---------- | ------ | ------------------------ | -------------------- | ------------------------- | ---------------------- | ---------- | ------ |
| 1 |            | Адам Пейдж | Джокер | Double or Nothing (2019) | 25 мая 2019 года     | Лас-Вегас, Невада, США    | MGM Grand Garden Arena | 21         | [ 15 ] |
| 2 |            | Лэнс Арчер | Пики   | All Out (2020)           | 5 сентября 2020 года | Джэксонвилл, Флорида, США | Daily's Place          | 21         | [ 16 ] |
| 3 |            | Джангл Бой | Пики   | Double or Nothing (2021) | 30 мая 2021 года     | Джэксонвилл, Флорида, США | Daily's Place          | 21         | [ 17 ] |

### Женские матчи
| № | Победители | Победители | Масть  | Шоу            | Дата                 | Город                          | Место проведения   | Участников | Ссылки |
| - | ---------- | ---------- | ------ | -------------- | -------------------- | ------------------------------ | ------------------ | ---------- | ------ |
| 1 |            | Найла Роуз | Трефы  | All Out (2019) | 31 августа 2019 года | Хоффман-Эстейтс, Иллинойс, США | Sears Centre Arena | 21         | [ 18 ] |
| 2 |            | Руби Сохо  | Джокер | All Out (2021) | 5 сентября 2021 года | Хоффман-Эстейтс, Иллинойс, США | Now Arena          | 21         | [ 19 ] |

### Командные матчи
|  |  |

|  |  |

## Рекорды и статистика
| Рестлер    | Победы | Год  |
| ---------- | ------ | ---- |
| Адам Пейдж | 1      | 2019 |
| Джангл Бой | 1      | 2020 |
| Лэнс Арчер | 1      | 2021 |

| Рестлер     | Победы | Год  |
| ----------- | ------ | ---- |
| Роуз, Найла | 1      | 2019 |
| Руби Сохо   | 1      | 2021 |

| Рестлер                               | Победы | Год  |
| ------------------------------------- | ------ | ---- |
| Треугольник Смерти (Рей Феникс и Пак) | 1      | 2021 |